# Clase Sangamon
La clase Sangamon de la Armada de los Estados Unidos consistió en cuatro portaaviones de escolta construidos durante la II Guerra Mundial. Ninguna de las unidades se perdieron en combate.

## Unidades
Unidades de la clase Sangamon:
- USS Sangamon: activo entre 1942 y 1945. Desguazado en 1960.
- USS Suwannee: activo entre 1942 y 1947. Desguazado en 1959.
- USS Chenango: activo entre 1942 y 1946. Desguazado en 1960.
- USS Santee: activo entre 1942 y 1946. Desguazado en 1959.